# بیشوایر
بیشوایر (به آلمانی: Bischweier) یک شهر در آلمان است که در راشتات واقع شده‌است. بیشوایر ۳٬۱۷۵ نفر جمعیت دارد.